# Jenny Fish
Jenny Fish (n. 17 mai 1949, Strongsville⁠(d), Ohio, SUA) este o sportivă ce a reprezentat Statele Unite ale Americii, medaliată olimpică. A participat la o ediție a Jocurilor Olimpice (1968) în care a câștigat o medalie de argint.

## Participări
Lista de mai jos prezintă principalele competiții la care a participat Jenny Fish de-a lungul carierei.
- speed skating at the 1968 Winter Olympics – women's 500 metres[*]